# Рачунање датума Ускрса
Рачунање датума Васкрса је начин одређивања датума покретног хришћанског празника Васкрса. На западу се означава речју computus, што је латински израз за термин рачунање. Овај назив хришћанска црква употребљава још од раног средњег века.
Према канонском правилу, Васкрс се слави прве недеље након четрнаестог дана лунарног месеца (што одговара пуном месецу) који пада на 21. март или после њега (номинално на дан пролећне равнодневнице). Да би одредиле тачан датум празника, хришћанске цркве су изабрале метод дефинисања израчунатог „црквеног“ пуног месеца, уместо да одреде датум посматрањем месеца, као што су у то време чинили Јевреји.
Датуми православног Васкрса обично падају између 4. априла и 8. маја.

## Историја
Васкрс је најважнији хришћански празник. У складу са тим, тачан датум празновања је био разлог више расправа, од којих прва датира из 154. године,када су се састали римски епископ Анисет и Поликарп, епископ Смирне. За Хришћане који су користили римски световни Јулијански календар (соларни календар), проблем се састојао у томе што су се Христово страдање и васкрснуће збили у време јеврејског празника Песах, који се слави у складу са јеврејским лунисоларним календаром, па би одређивање датума Ускрса према римском календару имало за последицу да би датум прославе пао у време које није повезано са јеврејским обичајима везаним за Песах.
На Првом никејском сабору, одржаном 325. године, договорено је да хришћани треба да користе заједнички начин да одреде датум Васкрса, који би био потпуно независан од јеврејске методе. Тада је донета и одлука да ће се празновати само недељом, јер је то dies Domini, дан у недељи на који је Христ васкрсао, због чега је проглашен светим даном у седмици (Квартодециманисти су желели да, попут Јевреја, увек прослављају Васкрс на четрнаести дан јеврејског месеца Нисана, без обзира који би то дан у седмици био). Међутим, иако је на сабору донето неколико практичних одлука које су послужиле као смернице за рачунање датума, било је потребно да прође неколико векова да би се усвојила општа метода која је прихваћена у хришћанству, а према којој се Ускрс слави у прву недељу после првог пуног месеца по пролећној равнодневници.
Александријска метода је постала званична. Била је заснована на епактима израчунатим у складу са деветнаестогодишњим циклусом, који је познат и као Метонов циклус, а први пут га је употребио епископ Анатолије из Лаодикеје (данас Сирија) око 277. године. Могуће је да су Александријци свој начин рачунања извели из сличног календара који је био заснован на египатском световном соларном календару, а који су користили Јевреји који су живели у Александрији. Његове трагове можемо наћи у етиопском компутусу. Александријске васкршње таблице састављене су за време епископа Теофилуса и Кирила Александријског, у периоду између 390. и 444. године.
У Цариграду је, вековима после Анатолија и Никејског сабора, било активно неколико људи који су се бавили одређивањем датума Васкрса, али су се њихови датуми поклапали са александријским. Цркве које су се налазиле на источној граници Византијског царства користиле су датуме који су одступали од александријских још у шестом веку, и данас славе Васкрс на датуме који се углавном поклапају са датумима Источне православне цркве. Разлика се јавља 4 пута у 532 године.
Дионизије Мали је пребацио Александријски компутус са александријског на јулијански календар у време свог боравка у Риму, али је то трајало само 95 година. Поред тога, увео је хришћанску еру (бројање година од Христовог рођења) објавивши нове васкршње таблице 525. године, познате као велики индиктион. Таблице су давале датуме Васкрса за циклус од 532 године, и подразумевале су да, по истеку циклуса, треба кренути испочетка. При њиховом састављању полазило се од претпоставке да је стварање света било 5508. године пре Христа, што је одговарало почетку I великог индиктиона. Индиктион се употребљавао у целом хришћанском свету до 1582. године, када је западна, католичка црква прихватила замену јулијанског календара грегоријанским и почела да рачуна Васкрс по свом канонском правилу. Православна црква још увек за одређивање датума Васкрса користи индиктион.
Најстарије познате таблице које су коришћене у Риму је срачунао 222. године Хиполит Римски користећи осмогодишње циклусе. Крајем трећег века Аугусталис је увео таблице засноване на осамдесетчетворогодишњим циклусима. Иако их је римска црква заменила у првој половини четвртог века новим таблицама са модификованим осамдесетчетворогодишњим циклусом, таблице Аугусталиса су коришћене на Британским острвима до 664. године, а у неким изолованим манастирима и до 931. године. Викторије Аквитански је покушао да прилагоди александријску методу римским правилима 457. године користећи циклусе од 532 године, али је направио неке озбиљне рачунске грешке. Његове таблице је римска црква заменила Дионизијевим таблицама почетком шестог века, док су Галија и Шпанија то учиниле тек у осмом веку.

## Теоријска основа проблема
Рачуна се да соларна година увек има 365 дана (занемарујући мали вишак), док лунарна година од 12 месеци има 354 дана, што значи да је просечно трајање лунарног месеца 29½ дана (и овде се поново занемарује мали вишак). Соларна година има 11 дана више од лунарне. Ако претпоставимо да обе године почињу истог дана, 1. јануара, на први дан младог месеца, чиме је започео нови лунарни месец, онда ће се лунарна година завршити пре соларне, и 11 дана нове лунарне године ће проћи док не почне нова соларна година. После две године, разлика ће се повећати на 22 дана: почетак лунарног месеца пада 11 дана раније у соларном календару сваке године. Ти дани вишка које има соларна година у односу на лунарну се називају епактима (грч. epakta hèmerai, додатни дани). Да би се добио тачан датум лунарне године, потребно је датуму соларне године додати епакт. Када епакт постане једнак или већи од 30, потребно је додати један (такозвани интеркаларни) месец у лунарни календар, и смањити епакт за 30.
Треба приметити да преступни дани не постоје у шематском лунарном календару, с обзиром да су уведени као помоћ у у склађивању календарске године са астрономском годином, и могу се занемарити када се посматра веза између године и месечевих циклуса. Метонов циклус претпоставља да се месечеве мене понављају сваких 19 година, односно да је 19 астрономских година једнаке дужине као 235 синодичких месеци. Дакле, после 19 година месечеви циклуси у соларним годинама падају на исте датуме, па би епакти морали да се понављају. Међутим, 19 × 11 = 209 ≡ 29 ( 30), а не ≡ 0 (mod 30); другим речима, 209 подељено са 30 даје остатак 29 уместо да буде дељиво са 30. То значи да после 19 година, епакт мора бити повећан за 1 дан да би се циклус заиста поновио. Та исправка се назива saltus lunae. Вишак од 209 дана које треба додати лунарним годинама да би се изједначиле са соларним чини 7 интеркаларних месеци, што укупно даје 19 × 12 + 7 = 235 лунарних циклуса.
Редни број године у деветнаестогодишњем циклусу се назива златни број, и може се одредити помоћу формуле
ЗБ = G mod 19 + 1,
што значи да остатак који се добије када се календарска година G наше ере подели са 19 треба увећати за један.

## Табличне методе

### Грегоријански календар
Овај начин за одређивање датума Ускрса је уведен са реформом календара 1582. године.
Ускршња недеља је прва недеља после датума ускршњег пуног месеца. Датум ускршњег пуног месеца је црквени датум првог пуног месеца након 20. марта, и може се видети у следећој табели:
Датуми ускршњег пуног месеца за године 1900 — 2199 (М=март А=април)
| остатак при дељењу редног броја године са 19 | 0   | 1  | 2   | 3   | 4   | 5   | 6  | 7   | 8   | 9  | 10  | 11  | 12 | 13  | 14  | 15  | 16  | 17 | 18  |
| Датум ускршњег пуног месеца                  | 14A | 3A | 23M | 11A | 31M | 18A | 8A | 28M | 16A | 5A | 25M | 13A | 2A | 22M | 10A | 30M | 17A | 7A | 27M |

Историјски посматрано, ова метода рачуна датум ускршњег пуног месеца одређујући епакт за сваку годину посебно. Епакт може имати било коју вредност од „*“ (=0 или 30) до 29 дана. Узима се да је први дан лунарног месеца дан младог месеца, па дан пуног месеца пада на четрнаести дан.
Епакти за тренутни Метонов циклус су дати у следећој таблици (М=март А=април):
| Година                      | 1995 | 1996 | 1997 | 1998 | 1999 | 2000 | 2001 | 2002 | 2003 | 2004 | 2005 | 2006 | 2007 | 2008 | 2009 | 2010 | 2011 | 2012 | 2013 |
| Златни број                 | 1    | 2    | 3    | 4    | 5    | 6    | 7    | 8    | 9    | 10   | 11   | 12   | 13   | 14   | 15   | 16   | 17   | 18   | 19   |
| Епакт                       | 29   | 10   | 21   | 2    | 13   | 24   | 5    | 16   | 27   | 8    | 19   | *    | 11   | 22   | 3    | 14   | 25   | 6    | 17   |
| Датум ускршњег пуног месеца | 14A  | 3A   | 23M  | 11A  | 31M  | 18A  | 8A   | 28M  | 16A  | 5A   | 25M  | 13A  | 2A   | 22M  | 10A  | 30M  | 17A  | 7A   | 27M  |

Ова таблица се може проширити на деветнаестогодишње циклусе који претходе датом и који га следе, а валидна је за све године од 1900. до 2199.
Епакти се користе за одређивање датума младог месеца на следећи начин: најпре се направи таблица са свих 365 дана једне године (евентуални преступни дан се игнорише). Затим се свим датумима допише мали римски број, тако што се крене од * (= 0 или 30), xxix (29), па уназад до i (1), почевши од 1. јануара, и завршивши са 31. децембром. У сваком другом таквом периоду треба рачунати само 29 дана, и датум означен са xxv (25) означити и са xxiv (24). Последњи, тринаести период, који има 11 дана, такође третирати како дужи, па доделити бројеве xxv и xxiv 26. и 27. децембру. На крају, треба додати ознаку 25 свим датумима код којих стоји xxv у периодима од 30 дана, али у периодима од 29 дана (код који поред xxiv пише xxv) додати ознаку 25 на датум поред кога стоји xxvi. Дистрибуција дужина месеци и дужина циклуса епакта је таква да сваки месец почиње и завршава истом ознаком епакта, осим фебруара и осим ознака епакта xxv и 25 у јулу и августу. Ова таблица се назива календаријум. Уколико је епакт за годину на пример 27, онда је црквени датум младог месеца те године сваки датум у таблици поред кога стоји ознака епакта xxvii (27).
Такође, треба означити датуме у таблици латиничним словима од A до G, почевши од 1. јануара, и понављајући поступак за све датуме. Уколико, на пример, прва недеља у години пада 5. јануара, коме је дописано слово E, онда ће те године сваки датум поред кога стоји слово E бити недеља. Тада је слово E Господово слово за ту годину (лат. dies domini, дан Господа). Господово слово се сваке године мења тако што се помера за једно место уназад. Међутим, уколико је година преступна, после 24. фебруара недеља ће падати на датуме који стоје поред претходног слова у циклусу, због чега се узима да те године имају два Господова слова: прво за период пре, а друго за период после преступног дана.
У пракси, да би се израчунао дан на који пада Ускрс, није потребно спровести наведени поступак на свих 365 дана у години. Што се тиче епката, испоставља се да се март понаша потпуно исто као јануар, па није потребно одређивати епакте за прва два месеца у години. Да би се избегло одређивање Господових слова за јануар и фебруар, довољно је да се за 1. март крене од слова D. У ствари, потребно је одредити епакте само за период од 8. марта до 5. априла, што значи да је довољна следећа таблица:
| ознака | * | xxix | xxviii | xxvii | xxvi | 25 | xxv | xxiv | xxiii | xxii | xxi | xx | xix | xviii | xvii | xvi | xv | xiv | xiii | xii | xi | x  | ix | viii | vii | vi | v  | iv | iii | ii | i  | * |
| март   | 1 | 2    | 3      | 4     | 5    | 6  | 7   | 8    | 9     | 10   | 11  | 12 | 13  | 14    | 15   | 16  | 17 | 18  | 19   | 20  | 21 | 22 | 23 | 24   | 25  | 26 | 27 | 28 | 29  | 30 | 31 |   |
| гс     | D | E    | F      | G     | A    | B  | B   | C    | D     | E    | F   | G  | A   | B     | C    | D   | E  | F   | G    | A   | B  | C  | D  | E    | F   | G  | A  | B  | C   | D  | E  | F |
| април  |   | 1    | 2      | 3     | 4    | 5  | 6   | 7    | 8     | 9    | 10  | 11 | 12  | 13    | 14   | 15  | 16 | 17  | 18   | 19  | 20 | 21 | 22 | 23   | 24  | 25 |    |    |     |    |    |   |
| гс     |   | G    | A      | B     | C    | C  | D   | D    | E     | F    | G   | A  | B   | C     | D    | E   | F  | G   | A    | B   | C  | D  | E  | F    | G   | A  | B  | C  |     |    |    |   |

На пример, ако је епакт за посматрану годину 27 (xxvii записано римским бројевима), онда ће црквени млади месец падати на сваки датум означен са xxvii. Црквени пуни месец ће падати на датум 13 дана касније. Према претходној таблици, млади месец ће пасти на 4. март и 3. април, па су 17. март и 16. април датуми црквеног пуног месеца.
У том случају, Ускрс се слави у прву недељу после првог црквеног месеца који пада на 21. март или после тог датума. Ова дефиниција прецизира „на 21. март или после тог датума“ да би се избегла двосмисленост историјског значења речи „после“. Данас је та реченица еквивалентна са исказом „после 20. марта“. Нажалост, реченица „на 21. март или после тог датума“ се често нетачно скраћује на реченицу „после 21. марта“ у разним штампаним и интернет чланцима, што за последицу има нетачне датуме на које пада Ускрс.
У примеру, ускршњи пун месец пада на 16. април. Ако је Господово слово за посматрану годину E, Ускрс ће се славити 20. априла.
Ознака 25 (која се разликује од ознаке xxv) се употребљава из следећег разлога: у оквиру Метоновог циклуса, године чији се редни бројеви разликују за 11 имају епакте који се разликују за један дан. Како кратки месеци имају ознаке xxiv и xxv уписане поред истог датума, уколико се деси да се епакти 24 и 25 оба појаве у оквиру истог Метоновог циклуса, онда ће млади месец и пуни месец за кратке месеце за те две године пасти на исте датуме. У стварности, ово није могуће код правог Месеца: датуми се заиста понављају тек сваких 19 година. Да би се исправило ово нетачно рачунање по таблици, код година код којих је епакт 25, а златни број већи од 11, израчунати датум младог месеца ће пасти на датум поред кога стоји ознака 25, а не xxv. Код дужих месеци, у питању је исти датум; код кратих месеци, то је датум поред кога стоји и ознака xxvi. Ово не помера проблем на пар ознака 25 и xxvi, зато што ће се то десити само у двадесет другој години циклуса који траје 19 година: захваљујући saltus lunae млади месец пада на различите датуме.
Грегоријански календар се усклађује са соларном годином тако што на сваких 400 година прескаче 3 преступна дана (изостављајући их из година дељивих са 100, али не и са 400). Та корекција због дужине соларне године не би требало да утиче на Метонову везу између година и месечевих мена. Због тога се епакт делимично компезује тако што му се у тим непреступним годинама одузима јединица, а тај поступак се назива соларна једнакост.
Са друге стране, 19 некоригованих Јулијанских година трају мало више од 235 лунарних циклуса. Разлика се повећава за један дан на приближно сваких 310 година. Због тога се, у грегоријанском календару, епакт поправља тако што му се додаје јединица осам пута у 2500 (грегоријанских) година, и то увек у години дељивој са 300: поступак се назива лунарна једнакост. Прва корекција је примењена 1800. године, а примењиваће се сваких 300 година, осим у интервалу од 400 година између 3900. и 4300. године, када почиње нови циклус.
Соларна и лунарна једнакост поправљају епакте у супротним смеровима, па се понекад међусобно потиру (нпр, 1800. и 2100. године). Међутим, није добро комбиновати их тако да се епакти ређе коригују, што ће бити објашњено мало касније. Резултат исправне процедуре је да грегоријански лунарни календар користи таблицу епакта која је валидна у периоду од 100 до 300 година. Таблица епакта дата у овом чланку је валидна за период од 1900. до 2199. године.

#### Детаљи
Овај начин одређивања датума на који пада Ускрс има неколико финих детаља:
Сваки други лунарни месец има само 29 дана, па се једном дану морају доделити два епакта од 30 могућих. Разлог зашто је изабрана ознака xxv/25, уместо неке друге, изгледа лежи у следећој чињеници:
према Дионизију (у његовом уводном писму Петронију), на никејском сабору, а под патронатом Јевсевија, донета је одлука да први месец црквене лунарне године (ускршњи месец) треба да почне између 8. марта и 5. априла, укључујући и те датуме, а да четрнаести дан треба да падне између 21. марта и 18. априла, такође укључујући и та два датума, чиме је обухваћен период од (само) 29 дана. Млади месец који падне на 7. март, датум са ознаком епакта xxiv, имаће свој четрнаести дан (пун месец) 20. марта, што би било превише рано, јер би, према усвојеном правилу, то требало да буде датум после 20. марта. Тада би, у годинама са епактом xxiv, ускршњи млади месец падао на 6. април, што је превише касно, јер би тада пун месец пао на 19. април, а Ускрс би се славио тек 26. априла. Како је према јулијанском календару последњи могући датум празновања Ускрса био 25. април, грегоријанска реформа је настојала да очува ту границу. Због тога, ускршњи пун месец не сме да буде касније од 18. априла а млади месец не касније од 5. априла, коме је додељен епакт xxv. Због тога, кратки месеци морају имати двоструку ознаку епакта управно на датум 5. април: xxiv и xxv. Са епактом xxv се поступа другачије, што је већ објашњено.
Последица свега тога је да је 19. април најчешћи датум прослављања Ускрса по грегоријанском календару, то се дешава у 3,87% случајева. 22. март је најмање вероватан, и слави се у 0,48% случајева.
Веза између датума у лунарном и соларном календару је независна од шеме по којој се соларној години додаје преступни дан. У суштини, грегоријански календар користи јулијански календар додајући му један преступан дан на сваке четири године, што значи да Метонов сиклус од 19 година има 6939 или 6940 дана, од чега су четири, односно пет преступни. Са друге стране, лунарни циклус има само 19 × 354 + 19 × 11 = 6935 дана. Тиме што се преступни дан не броји и не означава бројем епакта, већ се узима да следећи млади месец пада на исти календарски датум на који би падао да постоји преступни дан, тренутни лунарни циклус се продужава за један дан, а 235 лунарних циклуса покрива исти број дана као и 19 година. На тај начин се терет усклађивања календара са месечевим менама пребацује на соларни календар на који може да се примени одговарајућа шема интеркалације, а све под претпоставком да 19 соларних година једнако по дужини са 235 лунарних циклуса. Последица је да израчуната фаза у којој се налази месец може да буде нетачна за један дан, као и то да лунарни циклус који садржи преступни дан може да траје 31 дан, што се у стварности не може десити, а представља цену усаглашавања са соларним календаром.
Ипак, постоји нека врста заштите лунарног календара од грешака соларног календара. Преступни дани нису додати на довољно оптималан начин да би лунарни календар био у потпуности синхронизован са соларним. Корекције према шеми преступног дана су ограничене на године чији се број завршава са две нуле, тзв. секуларне, вековне године. Оне додају четворогодишњем циклусу још два интеркаларна циклуса (од 100 и 400 година), од којих сваки акумулира грешку. У збиру, разлика се пење на два дана, па је прави датум пролећне равнодневнице према грегоријанском календару негде у временском интервалу од 53 сата око 20. марта, што може бити прихватљиво када је у питању календарска година, али није довољно прецизно на нивоу месеца. Раздвајањем соларне и лунарне једнакости, ова грешка се не преноси у лунарни календар. У случају када би се соларна и лунарна једнакост комбиновале, и када би се разлика у броју епакта (4×8 - 3×25 = 43) равномерно распоредила на 10.000 година, акумулирана грешка соларног календара би се преносила на лунарни календар, што не би било прихватљиво.
Поред наведених проблема соларног календара, и грегоријански лунарни календар има неке проблематичне особине, али оне не утичу на ускршњи месец нити на датум прославе Ускрса:
1. Понекад лунарни циклуси трају 31, или чак 28 дана.
2. Ако је епакт године чији је златни број 19, такође 19, онда ће последњи млади месец према црквеном календару пасти на 2. децембар; следећи датум младог месеца би био 1. јануар. Са друге стране, на почетку нове године saltus lunae увећава епакт за један, што значи да је млади месец требало да падне на претходни дан. Дакле, млади месец се испушта из календара. Календаријум који се може наћи у католичком мисалу решава овај проблем тако што 31. децембру уместо епакта 20 додељује епакт 19. Наведена ситуација се дешавала сваких 19 година у време када је коришћена оригинална грегоријанска таблица епакта, а последњи пут 1690. године. Следећи пут ће се десити тек 8511. године.
3. Уколико је епакт посматране године 20, црквени млади месец пада на 31. децембар. У години која није дељива са 100, у већини случајева корекцијом соларне једнакости епакт који се додељује новој години ће бити смањен за један: добијени епакт * значи да следећи црквени млади месец пада на 1. јануар, што би значило да је лунарни циклус трајао само један дан. Ово ће се десити негде око 4200. године.
4. Други гранични случајеви се дешавају доста касније, а ако се правила стриктно поштују, и они се не третирају како специјални, последица ће бити узастопни датуми младог месеца који су раздвојени са 1, 28, 59 или, врло ретко, 58 дана.

Пажљива анализа кроз начин на који су коришћени и кориговани у грегоријанском календару, показује да су епакти у ствари делови лунарног циклуса (1/30) а не цели дани.
Соларна и лунарна једнакост се понављају након 4 × 25 = 100 векова. У том периоду, епакт се промени укупно за −1 × (3/4) × 100 + 1 × (8/25) × 100 = −43 ≡ 17 mod 30. Добијени број је прост у скупу од 30 могућих епакта, те је потребно да прође 100 × 30 = 3000 векова да би се епакти поновили; и још 3000 × 19 = 57.000 векова да би се епакти поновили са истим златним бројевима. Тај временски период садржи (5.700.000/19) × 235 + (−43/30) × (57.000/100) = 70.499.183 лунарних циклуса, па се датуми Ускрса према грегоријанском календару понављају у потпуно истом поретку тек после 5,7 милиона година = 70.499.183 лунарних циклуса = 2.081.882.250 дана. Међутим, због пролећне равнодневнице, синодичких месеца и дана календар би био коригован пре него што се би се навршио тај период.
Постепено успоравање брзине Земљине ротације утиче на одступање црквеног пуног месеца израчунатог на претходно објашњен начин у односу на праве месечеве мене. Борковски је проценио да ће у 12000. години грегоријански календар каснити за астрономском годином више од 8 а мање од 12 дана
, а самим тим и израчунати пуни месец у односу на прави пун месец.

### Јулијански календар
Метода за одређивање црквеног пуног месеца коју је стандардно користила католичка црква пре реформе календара папе Гргура XIII, а коју данас још увек користи православна црква, заснива се на некоригованом понављању деветнаестогодишњег Метоновог циклуса у комбинацији са јулијанским календаром. У терминима претходно објашњеног начина коришћења епакта, та метода је користила једну таблицу епакта која је почињала ознаком * (0), и никад није била коригована. У случају ове ознаке, епакт се рачунао на 22. март, најранији могући прихватљиви датум Ускрса. Ситуација се понавља сваких 19 година, што значи да постоји само 19 могућих датума на које пада црквени пуни месец у интервалу од 21. марта до 18. априла, укључујући и те датуме.
Пошто јулијански календар не користи корекције попут грегоријанског календара, црквени пуни месец се разликује од астрономског за више од 3 дана на сваких 1000 година, и већ сада касни неколико дана.
Због тога, православна црква слави Ускрс недељу дана после католичке цркве у бар 50% случајева.
Датуми ускршњег пуног месеца за све године од 326. године н. е. према јулијанском календару (М=март А=април)
| Златни број                 | 1  | 2   | 3   | 4  | 5   | 6   | 7   | 8   | 9  | 10  | 11  | 12 | 13  | 14  | 15 | 16  | 17 | 18  | 19  |
| Датум ускршњег пуног месеца | 5A | 25M | 13A | 2A | 22M | 10A | 30M | 18A | 7A | 27M | 15A | 4A | 24M | 12A | 1A | 21M | 9A | 29M | 17A |

Ускрс пада у прву недељу после наведених датума, што значи да за задати датум црквеног пуног месеца постоји седам могућих датума Ускрса. Међутим, циклус се не понавља после седам година због тога што има прекиде сваке четврте, преступне године, па је пуни циклус после кога ће се датуми у календару поновити истим редоследом дужине 4 × 7 = 28 година, и то је такозвани соларни циклус. То значи да ће се датуми на које пада Ускрс поновити истим редоследом после 4 × 7 × 19 = 532 године. Овај Ускршњи циклус се још назива и Викторијевим циклусом, по Викторију Аквитанском, који га је увео у Риму 457. године, а понекад се, погрешно, назива и Дионизијевим циклусом, по Дионизију Малом, који је израчунао ускршње таблице које су почеле да се користе од 532. године, али очигледно није схватио да се александријски начин одређивања датума Ускрса понављао на сваких 532 године, иако му је било познато да његова таблица која је покривала 95 година није била прави циклус. Изгледа да је постојање соларног циклуса први уочио Беда Поштовани који је објаснио разлику између црквеног, Метоновог и соларног циклуса.

#### Табела
Милутин Миланковић је израдио табелу за израчунавање ускрса по јулијанском календару, док су датуми дати по грегоријанском календару.
| Година | Датум     |
| ------ | --------- |
| 1950.  | 9. април  |
| 1951.  | 29. април |
| 1952.  | 20. април |
| 1953.  | 5. април  |
| 1954.  | 25. април |
| 1955.  | 17. април |
| 1956.  | 6. мај    |
| 1957.  | 21. април |
| 1958.  | 13. април |
| 1959.  | 3. мај    |
| 1960.  | 17. април |
| 1961.  | 9. април  |
| 1962.  | 29. април |
| 1963.  | 14. април |
| 1964.  | 3. мај    |
| 1965.  | 25. април |
| 1966.  | 10. април |
| 1967.  | 30. април |
| 1968.  | 21. април |
| 1969.  | 13. април |
| 1970.  | 26. април |
| 1971.  | 18. април |
| 1972.  | 9. април  |
| 1973.  | 29. април |
| 1974.  | 14. април |
| 1975.  | 4. мај    |
| 1976.  | 25. април |
| 1977.  | 10. април |
| 1978.  | 30. април |
| 1979.  | 22. април |
| 1980.  | 6. април  |
| 1981.  | 26. април |
| 1982.  | 18. април |
| 1983.  | 8. мај    |
| 1984.  | 22. април |
| 1985.  | 14. април |
| 1986.  | 4. мај    |
| 1987.  | 19. април |
| 1988.  | 10. април |
| 1989.  | 30. април |
| 1990.  | 15. април |
| 1991.  | 7. април  |
| 1992.  | 26. април |
| 1993.  | 18. април |
| 1994.  | 1. мај    |
| 1995.  | 23. април |
| 1996.  | 14. април |
| 1997.  | 27. април |
| 1998.  | 19. април |
| 1999.  | 11. април |
| 2000.  | 30. април |

| Година | Датум     |
| ------ | --------- |
| 2001.  | 15. април |
| 2002.  | 5. мај    |
| 2003.  | 27. април |
| 2004.  | 11. април |
| 2005.  | 1. мај    |
| 2006.  | 23. април |
| 2007.  | 8. април  |
| 2008.  | 27. април |
| 2009.  | 19. април |
| 2010.  | 4. април  |
| 2011.  | 24. април |
| 2012.  | 15. април |
| 2013.  | 5. мај    |
| 2014.  | 20. април |
| 2015.  | 12. април |
| 2016.  | 1. мај    |
| 2017.  | 16. април |
| 2018.  | 8. април  |
| 2019.  | 28. април |
| 2020.  | 19. април |
| 2021.  | 2. мај    |
| 2022.  | 24. април |
| 2023.  | 16. април |
| 2024.  | 5. мај    |
| 2025.  | 20. април |
| 2026.  | 12. април |
| 2027.  | 2. мај    |
| 2028.  | 16. април |
| 2029.  | 8. април  |
| 2030.  | 28. април |
| 2031.  | 13. април |
| 2032.  | 2. мај    |
| 2033.  | 24. април |
| 2034.  | 9. април  |
| 2035.  | 29. април |
| 2036.  | 20. април |
| 2037.  | 5. април  |
| 2038.  | 25. април |
| 2039.  | 17. април |
| 2040.  | 6. мај    |
| 2041.  | 21. април |
| 2042.  | 13. април |
| 2043.  | 3. мај    |
| 2044.  | 24. април |
| 2045.  | 9. април  |
| 2046.  | 29. април |
| 2047.  | 21. април |
| 2048.  | 5. април  |
| 2049.  | 25. април |
| 2050.  | 17. април |

## Алгоритми за одређивање датума Ускрса

### Гаусов алгоритам
Следећи алгоритам за одређивање датума на који се слави Ускрс је први објавио математичар Карл Фридрих Гаус:
Број године ћемо означити са G, а mod означава остатак при целобројном дељењу (нпр. 13 mod 5 ≡ 3). Најпре одређујемо a, b, и c:
 19
 4
 7
Затим рачунамо:
Уколико одређујемо датум Ускрса по Православном календару, користимо Јулијански календар па је M = 15 а N = 6, док ће за одређивање датума Ускрса по Католичком календару (користимо Грегоријански календар), M и N добити одговарајућу вредност из следеће табеле
| Године    |    |   |
| --------- | -- | - |
| 1583–1699 | 22 | 2 |
| 1700–1799 | 23 | 3 |
| 1800–1899 | 23 | 4 |
| 1900–2099 | 24 | 5 |
| 2100–2199 | 24 | 6 |
| 2200–2299 | 25 | 0 |

Ако је d + e < 10, онда Ускрс пада на (d + e + 22) датум у марту, иначе се слави (d + e − 9) дана априла.
Треба узети у обзир следеће изузетке:
- Ако се формулом добије да Ускрс треба да падне на 26. април, датум се помера уназад и слави се 19. априла.
- Ако Ускрс треба да падне на 25. април, при чему је d = 28, e = 6, и a > 10, датум се помера уназад и Ускрс се слави 18. априла.